# Lý giải (tâm lý học)
Trong tâm lý và luân lý học, lý giải (hay tự hợp lý hóa, lấy cớ, bào chữa) là một cơ chế phòng vệ để hóa giải một vấn đề tranh cãi gay go trong dư luận (thường thường là cảm nghĩ và hành xử của nhân vật quan trọng nào đó) nhắm vào giải thích cho nó công lý chính đáng hơn, nhưng lại theo kiểu lờ mờ, chỉ có vẻ hợp lý chứ không chân chính. Tuy nhắm vào sự cố ý dung tha và dựa theo lòng tin cậy của công chúng, nhưng đôi khi nó có thể thành công đến độ được khâm phục và đánh giá cao.